# وزارة الإعلام والثقافة (أفغانستان)
وزارة الإعلام والثقافة الأفغانية (بالدرية: وزارت اطلاعات و فرهنگ)؛ (بالبشتوية: د اطلاعاتو او فرهنګ وزارت)‏ هي الوزارة المسؤولة عن شؤون الإعلام والثقافة والسياحة وشؤون الشباب، يرأس الوزارة حالياً خير الله سعيد والي.

## الجهات التابعة
- هيئة راديو وتلفزيون أفغانستان الوطني

## وصلات خارجية
- الموقع الرسمي للوزارة